# Politique de confidentialité
Une politique de confidentialité est un contrat qui décrit comment une société retient, traite, publie et efface les données transmises par ses clients. Par exemple, un site web qui exige une inscription pour participer activement à ses forums devrait offrir une telle politique pour les données à caractères personnels qui lui sont confiées : âge, sexe, niveau d'études, etc. 
Une politique de confidentialité devrait habituellement contenir des clauses qui décrivent comment les informations personnelles sont archivées, comment elles peuvent être utilisées, les personnes à qui elles pourraient être transmises, les mesures de protection mises en place. Dans le cas de sites web, elle devrait également indiquer si le site a recours à des cookies.
Certaines clauses diffèrent d'un pays à l'autre, selon les lois locales en vigueur. Selon le Règlement général sur la protection des données, en vigueur à partir du 25 mai 2018, les politiques de confidentialités doivent être concises, clairement formulées et transparentes dans leur divulgation de toute collecte, traitement, stockage ou transfert de données personnelles.